# Paradriopea birmanica
Paradriopea birmanica là một loài bọ cánh cứng trong họ Cerambycidae.